# 田中陽子 (タレント)
田中 陽子（たなか ようこ、1973年12月12日 - ）は、主に1990年から1991年の期間に活動した日本の元アイドルである。愛称「よっきゅん」。
徳島県徳島市出身。射手座のA型。徳島県立徳島商業高等学校中退。

## 経歴

### 芸能活動時
1989年8月に行われた、第14回「ホリプロタレントスカウトキャラバン」と「THEオーディション」でそれぞれグランプリを獲得し、ホリプロに所属する形で芸能界入りした。
翌1990年4月、ポニーキャニオンから『陽春（はる）のパッセージ』でアイドル歌手デビューした。同年の第9回メガロポリス歌謡祭で、優秀新人賞受賞および最優秀新人賞受賞。全日本歌謡祭・銀座音楽祭・新宿音楽祭で銀賞を受賞するなど、各音楽祭の各賞にノミネートされた。
デビューとリンクする形で、本人をモデルにしたテレビアニメ『アイドル天使ようこそようこ』（テレビせとうち制作）が放送されるなど、アイドルとしての期待も高かったが、1年半ほどで引退した。当時は素行不良と活動態度の悪さから再三注意を受けたのちの解雇という経緯であるとの記事の書かれ方がなされたが、のちに再三注意されたこともなく、前もって内容を知らされずに現場で本人がNGとしている事柄の撮影を強要されたことをきっかけに事務所を信頼できなくなり、自分から事務所との関係を絶ったという経緯を明らかにした。

### 引退後
1993年、同じホリプロに所属していた池田貴族が小説『アイドル残酷!?物語 どん底』を執筆（雑誌『BOMB』1993年8・9月号に掲載）。作中で、彼女の活動について触れた。 
引退後は芸能関係の裏方（イベントの企画・制作など）の仕事に関わっている。
その後も長らく公の場には出ていなかったが、2015年4月9日にTwitterアカウントを開設。『東京イエローページ』『鶴ちゃんのプッツン5』で共演していた宍戸留美をはじめ、親交のあった田中有紀美などが告知したこともあり、開設から10日でフォロワー数が約1,000に上った。
2015年6月5日に田中有紀美主催のトークイベントに出演し、23年ぶりにかつてのファンの前に姿を見せた。 さらに11月3日には『宍戸留美誕生祭&デビュー25周年記念イベント』へゲスト出演。『陽春のパッセージ』『一人にさせない』『夕陽のクレッシェンド』『おジャ魔女カーニバル(with 宍戸留美＆minmin)』の生歌を披露した。『夕陽のクレッシェンド』の際には感極まって歌えなくなり、会場のファンが大合唱するという一幕もあった。
2017年8月13日、プロレスラーのアレクサンダー大塚との結婚を発表した。

## エピソード
- 大手芸能事務所を芸能活動のピークの時期に引退したことから、経緯に関して多くの憶測がされたが、その多くが関係者の悪意によって誇張されたものや[2]、深夜ラジオのネタハガキが元になっている物だった[5]。
- 2枚目のシングル『夕陽のクレッシェンド』では、曲の冒頭・間奏・終わりにくるりと回転する振り付けが施されていたため、フレアーのミニスカートから白（もしくは紺色）のアンダースコートが露出するということで話題に。
- なお、当初はスカートの下のアンダースコートの色は白だったが、歌番組の収録（『歌謡びんびんハウス』）を見に来ていた会社上層部の方が「白はやめよう」と判断したため、途中から衣装と同色の紺色に変更となった。田中陽子本人は「私は白のままでよかった」と、田中有紀美主催のトーク・イベント出演時に語っている。
- 当の本人は、このパンチラ演出のことをトークショーで自ら語り出し、田中有紀美とともに「私たちパンチラ仲間」「ダブル・パンチラ田中」と発言するなど、わりとあっけらかんとした感覚で捉えているようである。
- 『鶴ちゃんのプッツン5』での歌唱時、あまりに大胆な振り付けとパンチラに司会の片岡鶴太郎が「これ見せる下着？」「すごいなこれは」と驚いたシーンがあるのだが、このくだりについて、およそ30年後の2020年10月3日放送の『有吉反省会』にて取り上げられ、田中陽子本人も電話取材にて出演し当時を回顧した（夫のアレクサンダー大塚もVTRで登場し、「今となってはパンチラも僕一人の物」と語った）。
- 結婚時には、ツイッター上で同姓同名のサッカー選手からも祝福のメッセージが寄せられた[6][7]。

## ディスコグラフィー

### シングル
1. 陽春のパッセージ（はるのパッセージ、1990年4月25日） - 作詞・森雪之丞 / 作曲・岡本朗 / 編曲・鷺巣詩郎 - テレビ東京系アニメ『アイドル天使ようこそようこ』オープニングテーマ
  - （c/w）一人にさせない - 同エンディングテーマ
2. 夕陽のクレッシェンド（1990年7月25日） - 作詞・森雪之丞 / 作曲・いしいめぐみ / 編曲・鷺巣詩郎 - テレビ東京系アニメ『アイドル天使ようこそようこ』挿入歌
  - （c/w）水たまりの太陽 - 同挿入歌
3. 陽炎のエチュード（1990年10月24日） - 作詞・工藤順子 / 作曲・いしいめぐみ / 編曲・鷺巣詩郎 - テレビ東京系アニメ『アイドル天使ようこそようこ』挿入歌
  - （c/w）放課後の冒険者たち - 同挿入歌
4. 白のコンチェルト（1991年-未発売） - 作詞・許瑛子 / 作曲・山口美央子 / 編曲・鷺巣詩郎
  - 1990年に収録され、1991年に4枚目のシングルとして発売されるはずだった。2003年に「Myこれ!クション田中陽子ベスト」に収録された。

- ファンクラブ会員特典　クリスマス限定CD　非売品（1990年12月、ポニーキャニオン）
  - 原曲「夢の中の待ちぼうけ」をクリスマスVersionに歌詞を変えて「あなたにメリークリスマス」をプレゼント

### アルバム
- Invitation（1990年11月7日）
  1. 太陽のバースディ（作詞・森雪之丞 / 作曲・柴矢俊彦 / 編曲・鷺巣詩郎）
  2. 陽春のパッセージ（作詞・森雪之丞 / 作曲・岡本朗 / 編曲・鷺巣詩郎）
  3. 水たまりの太陽（作詞・森雪之丞 / 作曲・山口美央子 / 編曲・鷺巣詩郎）
  4. 一人にさせない（作詞・許瑛子 / 作曲・山口美央子 / 編曲・鷺巣詩郎）
  5. 夢の中の待ちぼうけ（作詞・田口俊 / 作曲・山口美央子 / 編曲・鷺巣詩郎）
  6. 夕陽のクレッシェンド（作詞・森雪之丞 / 作曲・いしいめぐみ / 編曲・鷺巣詩郎）
  7. 放課後の冒険者たち（作詞・田口俊 / 作曲・松浦有希 / 編曲・鷺巣詩郎）
  8. 陽炎のエチュード（作詞・工藤順子 / 作曲・いしいめぐみ / 編曲・鷺巣詩郎）
  9. 赤い口紅（作詞・大森祥子 / 作曲・松本俊明 / 編曲・鷺巣詩郎）
  10. 陽のあたるステーション（作詞・田口俊 / 作曲・山口美央子 / 編曲・鷺巣詩郎）

  - ※「夢の中の待ちぼうけ」と「赤い口紅」以外はアニメ「アイドル天使ようこそようこ」にて使用されている。
- テレビ東京系アニメ「アイドル天使ようこそようこ」サウンドトラック（1991年1月30日、ポニーキャニオン）
- 90’アイドルJAPAN（1998年11月18日、ポニーキャニオン）
  - 「陽春のパッセージ」収録
- Myこれ!クション田中陽子ベスト（2003年3月19日、ポニーキャニオン）
  - 「Invitation」収録曲に「白のコンチェルト」を追加。シングルのタイトル4曲のカラオケつき。
- Myこれ!クション　Vol.3（ポニーキャニオン）
  - 「陽春のパッセージ」収録
- 田中陽子SINGLESコンプリート（2007年8月17日、ポニーキャニオン）
  - 「白のコンチェルト」以外のシングル3曲とカップリングの6曲。ビデオ・クリップつき。
- 女性アイドルで聴く！TVアニメ主題歌のあゆみ（2008年7月16日、ポニーキャニオン）
  - 「陽春のパッセージ」収録
- Myこれ!Lite 田中陽子（2010年4月21日、ポニーキャニオン）
  - シングルコンプリート、c/w、「Invitation」から4曲、「白のコンチェルト」の全11曲収録。

### CD、DVD
- テレビ東京系アニメ「アイドル天使ようこそようこ」DVD-BOX（1999年12月10日発売、ムービック）
- 「ホリプロタレントスカウトキャラバン　25thメモリアルDVD、CD」（2001年12月1日、ポニーキャニオン）

### LD
- テレビ東京系アニメ「アイドル天使ようこそようこ」TVシリーズ全話 LD BOXセット（1993年12月25日発売、ソニー・ミュージックエンタテインメント）※アニメファンの署名活動により実現

### テレビ
- 東京イエローページ（1990年4月 - 9月、TBS）　※田村英里子・島崎和歌子・千堂あきほ・宍戸留美・花島優子・寺尾友美と、二代目「Page7」として出演
- アイドル共和国（1990年 - 1991年、テレビ朝日）
- 第5回ビートたけしのお笑いウルトラクイズ（1991年1月1日、日本テレビ）
- 鶴ちゃんのプッツン5（1991年、日本テレビ）　※早坂好恵・宍戸留美と「ポテチントリオ」として出演
- 笑っていいとも（1991年、フジテレビ）　コーナーゲスト
- ん!?さんま（日本テレビ）
- 歌謡びんびんハウス（テレビ朝日）
- スーパージョッキー（日本テレビ）
- 第1回オールスター感謝祭（1991年10月5日、TBS）
- MOGITATE!バナナ大使（TBS）
- JanJanサタデー（静岡第一テレビ）

## ドラマ
- トップスチュワーデス物語（1990年4月 - 6月、TBS） - 安藤つばさ 役
- ドラマチック22 なかよし（1990年3月3日、TBS）
- ドラマチック22 なかよし・恋の手ほどき（1990年12月15日、TBS）
- まんがで読む古典「源氏物語」（1991年3月27日、NHK総合テレビ） - 紫の上役

## ラジオ
- 高杢禎彦のサンデーヒットパラダイス（ニッポン放送）

## CM
- 江崎グリコ「アイスの実」（1990年）
- 江崎グリコ「ボンバーズ」（1990年） ※関西圏のみ
- 国際証券 「もっとあなたに近づきたい」編（1990年）
- ニッポンレンタカー（1990年）